# Правило 72

Сравнение точной кривой и её аппроксимации

Правило семидесяти (правило 70), правило 72, правило 69 — эмпирический способ приближённой оценки срока, в течение которого величина вырастет вдвое при постоянном росте на некоторый процент.
Согласно «правилу семидесяти»,
{\displaystyle T\approx {\frac {70}{r}}},
где r — годовой процент роста, T — срок (в годах) удвоения суммы. Например, если на счёт в банке кладётся некоторая сумма денег (например, 1000 рублей) под r = 5 процентов годовых, то находящаяся на счету сумма удваивается (до 2000 рублей) за срок, примерно равный 14 годам (T ≈ 70/5).
Число 72 имеет большое количество делителей, соответствующих малым процентам (1, 2, 3, 4, 6, 8, 9, 12), и потому более удобен для использования в качестве делимого по сравнению с более точным значением 69 и более лёгким для запоминания значением 70. По этой причине в качестве названия правила может использоваться любой из этих вариантов («Правило 69», «Правило 70» или «Правило 72»).

## История
Первое упоминание о правиле содержится у Луки Пачоли в его математическом труде «Сумма арифметики, геометрии, дробей, пропорций и пропорциональности», вышедшей в свет в 1494 году. Между тем, Пачоли не приводит расчёт и не объясняет данное правило, что позволяет сделать вывод о том, что оно было известно и ранее.

## Правило семидесяти какаппроксимация

Сравнение точной кривой и её аппроксимации

«Правило семидесяти» является аппроксимацией посредством гиперболы точной формулы
{\displaystyle T=\log _{1+R}2}
Разлагая в ряд это выражение при малых R, получим {\displaystyle T\approx {\frac {\ln 2}{R}}}. Переходя от R частей целого к процентам (r = R*100), получим {\displaystyle T\approx {\frac {100\ln 2}{r}}}. Так как ln 2 ≈ 0,693147, то наиболее точным при использовании малых процентов среди целых чисел является числитель 69.
Две кривые, задаваемые этими функциями, достаточно хорошо совпадают (см. рисунок).

## Погрешность «правила семидесяти»

Абсолютная ошибка «правила семидесяти»

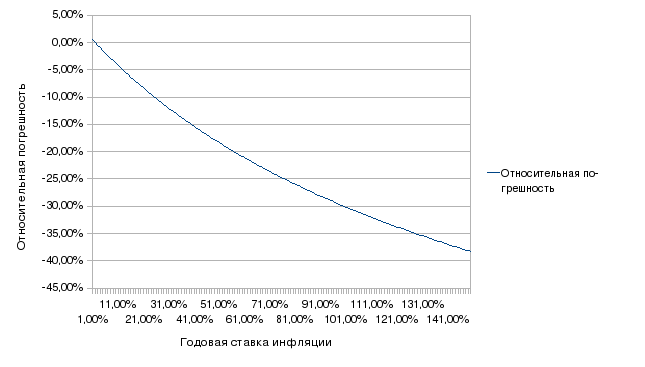
Относительная ошибка «правила семидесяти»

Абсолютная погрешность при использовании «правила семидесяти» не превышает четырёх месяцев, если только годовой процент r > 1,01 %.
При r = 2% точная формула и «правило семидесяти» дают почти идентичные результаты.
Относительная погрешность, начиная с r = 2% и выше, непрерывно растёт, достигая 9.86 % при r = 25%.
В таблице представлены погрешности разных методов в зависимости от процентной ставки.
| Ставка годовых | Реальное удвоение (в годах) | По правилу 69 (в годах) | Погрешность правила 69 | По правилу 70 (в годах) | Погрешность правила 70 | По правилу 72 (в годах) | Погрешность правила 72 |
| 1,00 %         | 69,66                       | 69,00                   | 0,9 %                  | 70,00                   | 0,5 %                  | 72,00                   | 3,4 %                  |
| 3,00 %         | 23,45                       | 23,00                   | 1,9 %                  | 23,33                   | 0,5 %                  | 24,00                   | 2,3 %                  |
| 5,00 %         | 14,21                       | 13,80                   | 2,9 %                  | 14,00                   | 1,5 %                  | 14,40                   | 1,4 %                  |
| 7,00 %         | 10,24                       | 9,86                    | 3,8 %                  | 10,00                   | 2,4 %                  | 10,29                   | 0,4 %                  |
| 10,00 %        | 7,27                        | 6,90                    | 5,1 %                  | 7,00                    | 3,7 %                  | 7,20                    | 1,0 %                  |
| 15,00 %        | 4,96                        | 4,60                    | 7,2 %                  | 4,67                    | 5,9 %                  | 4,80                    | 3,2 %                  |
| 17,00 %        | 4,41                        | 4,06                    | 8,1 %                  | 4,12                    | 6,7 %                  | 4,24                    | 4,1 %                  |
| 20,00 %        | 3,80                        | 3,45                    | 9,3 %                  | 3,50                    | 7,9 %                  | 3,60                    | 5,3 %                  |
| 22,00 %        | 3,49                        | 3,14                    | 10,02 %                | 3,18                    | 8,7 %                  | 3,27                    | 6,1 %                  |
| 25,00 %        | 3,11                        | 2,76                    | 11,1 %                 | 2,80                    | 9,9 %                  | 2,88                    | 7,3 %                  |
| 30,00 %        | 2,64                        | 2,30                    | 12,9 %                 | 2,33                    | 11,7 %                 | 2,40                    | 9,2 %                  |
| 35,00 %        | 2,31                        | 1,97                    | 14,6 %                 | 2,00                    | 13,4 %                 | 2,06                    | 10,9 %                 |
| 40,00 %        | 2,06                        | 1,73                    | 16,3 %                 | 1,75                    | 15,1 %                 | 1,80                    | 12,6 %                 |
| 50,00 %        | 1,71                        | 1,38                    | 19,3 %                 | 1,40                    | 18,1 %                 | 1,44                    | 15,8 %                 |
| 60,00 %        | 1,47                        | 1,15                    | 22,0 %                 | 1,17                    | 20,9 %                 | 1,20                    | 18,6 %                 |
| 70,00 %        | 1,31                        | 0,99                    | 24,5 %                 | 1,00                    | 23,4 %                 | 1,03                    | 21,3 %                 |
| 80,00 %        | 1,18                        | 0,86                    | 26,9 %                 | 0,88                    | 25,8 %                 | 0,90                    | 23,7 %                 |
| 90,00 %        | 1,08                        | 0,77                    | 29,0 %                 | 0,78                    | 28,0 %                 | 0,80                    | 25,9 %                 |
| 100,00 %       | 1,00                        | 0,69                    | 31,0 %                 | 0,70                    | 30,0 %                 | 0,72                    | 28,0 %                 |

Жирным шрифтом выделена погрешность менее 10 %.

## Модификация "правила 70"
При сравнении реальной формулы с приближённой (с числителем 70) при ставке 10% погрешность в днях составит 100 дней, а максимальное её значение не превысит 113 дней при ставке 41,024%, после чего снижается. Поэтому на практике, когда важна точность до двух-трёх знаков после запятой, и при использовании ставок выше 10% - можно пользоваться модифицированной версией формулы, также лёгкой для запоминания: 
{\displaystyle T\approx {\frac {70}{r}}+{\frac {100}{365}}}

## Другие варианты использования
Правило семидесяти может использоваться не только для оценки роста денежной суммы, но также для любых других процессов, описываемых экспоненциальной зависимостью.
Срок при этом не обязан исчисляться в годах; нужно только, чтобы коэффициент {\displaystyle r} говорил об изменении величины за ту же единицу времени, в каких измеряется период удвоения {\displaystyle T}.
Кроме того, величина не обязана увеличиваться, она может уменьшаться на r процентов за единицу времени. Тогда оценивается срок не удвоения величины, а уменьшения её вдвое.
Примеры:
1. Оценка срока, в течение которого цены вырастут вдвое в результате инфляции, если за год они растут на r процентов.
2. Тактовая частота процессоров растёт в среднем на r процентов в месяц. Через сколько месяцев эта частота удвоится? (см. закон Мура)
3. За тысячелетие количество радиоактивного материала в слитке падает на r процентов. Через какое время количество радиоактивного материала сократится вдвое? (см. Закон радиоактивного распада)